# لیزا برکیان-آبراهامیان
لیزا برکیان-آبراهامیان (ارمنی: Լիզա Բերքյան-Աբրահամյան؛  زادهٔ ۱۳ دسامبر ۱۹۴۹) روزنامه‌نگار، مترجم و کتاب‌شناس اهل ارمنستان-آلمان است.

## زندگی‌نامه
وی در ۱۳ دسامبر ۱۹۴۹ در گغاروت از والدینی به نام‌های زارزاد (ژورا) و واریکو آبراهامیان به دنیا آمد و از دانشگاه دولتی علوم پرورشی خاچاطور آبوویان ارمنستان فارغ‌التحصیل گشت. آرا برکیان همسر وی بود. وی عضو اتحادیه روزنامه‌نگاران ارمنستان (۱۹۷۸) است.

## یادداشت
1. ↑  Զարզանդ (Ժորա) և Վարիկո Աբրահամյաններ